# うえのやまさおり
うえのやま さおり（1983年1月10日 - ）は、日本の女優、脚本家。株式会社JFCT所属。兵庫県神戸市出身。筆名は織田夜更（おだよふけ）。

## 主な出演

### 映画
- 二人の女勝負師 （2014年）池田眞也監督 - 木下小百合役
- HO〜欲望の爪痕〜 （2014年）柴田愛之助監督 - アナウンサー役
- 咲夏 （2015年）水野博章監督 - 角田みゆき役
- Re （2016年）水野博章監督 - 角田みゆき役
- 遥かに続く （2017年）水野博章監督 - 角田みゆき役
- 8年越しの花嫁 奇跡の実話 （2017年）瀬々敬久監督 - 担当看護師役
- 仮面ライダーアマゾンズ THE MOVIE 最後ノ審判（2018年）- 組織幹部役
- ごっこ（2018年）熊澤尚人監督 - 声の出演
- 出会い、別れて。（2019年）- 里美役
- 記憶にございません （2019年）三谷幸喜監督 - 通行人役
- 楽園（2019年）瀬々敬久監督　- Y字路捜索の女役
- 劇 佐伯康夫（2020年）今村美乃監督 - 酒見昌枝役
- ジャッカーズ 強奪者たち（2020年）室賀厚監督 - 鮫島夏美役
- 明日の食卓（2021年）瀬々敬久監督 - 小林役
- 189（2021年）加門幾生監督 - 新聞記者役
- ジャッカーズ2 復讐者たち（2022年）室賀厚監督 - 鮫島夏美役

### ドラマ
- 鉄道捜査官（2015年、テレビ朝日）- ジョギング中の主婦役
- いつかこの恋を思い出してきっと泣いてしまう（2016年、フジテレビ）
- 運命に、似た恋（2016年、NHK）- 香澄の継母 役
- どんなにひとりきりでも あなたのしあわせ願う〜ストロベリー味〜篇（2017年、テレパックチャンネル）
- 警視庁ゼロ係〜生活安全課なんでも相談室〜（2017年） ‐ 斉藤楓 役
- 義母と娘のブルース（2018年、TBS）- 木村役
- ポイズンドーター・ホーリーマザー（2019年、WOWOW）- 司会者 役
- いだてん〜東京オリムピック噺〜（2019年、NHK）- 田畑とし子 役
- それぞれの断崖 （2019年、東海テレビ）- 原木尚子 役
- サギデカ （2019年、NHK）- リポーター役
- 珈琲いかがでしょう（2021年、テレビ東京）- 珈琲教室の生徒役
- つまり好きって言いたいんだけど、（2021年、テレビ東京）- 記者役
- 金魚妻（2022年）- ママ友役
- エルピス（2022年）- スナックママ役
- 御手洗家、炎上する（2023年）- 三吉 役
- これから配信はじめます（2024年）- 母親 役
- 366日（2024年）- 職員 役
- 相棒 season23 第5話（2024年、テレビ朝日系列）
- 放送局占拠（2025年、日本テレビ系列）-笠岡和歌子 役

### CM
- BOOK OFFインフォマーシャル「凍解氷釈編」「吃驚仰天編」（2016年）
- Tickets Today ウェブCM（2016年）
- 日本郵政 母の日ゆうパック（2018年）
- LAWSON 鍋〆（2018年）
- ミドリ安全 ゴマスリ篇（2018年）
- アニマックス「きれいな顔してるだろ篇」「やさしい女の子なら篇」(2019年)
- 株式会社オービックビジネスコンサルタント「総務人事編」「奉行クラウドの特徴編」「労務管理編」(2021年)
- サントリーBOSS「宇宙人ジョーンズ・夢の国」篇(2021年)
- ロッテ雪見だいふく「弾むぷにぷにモチ」篇(2021年)
- 明治安田生命CM 「ＭＹリンクコーディネーター 亜希の手紙」篇　環綾香役(2023年)
- 明治安田CM「ＭＹリンクコーディネーター 秋の成長」篇　環綾香役（2024年）

### WEB
- INPITドラマ「スタートアップは突然に…」イコク・ノ・シャチョー役(2023年)

### TV
- テレビ朝日「人生で大事なことは○○から学んだ」（2017年）
- TOKYO MX「あしたのSHOW」（2017年）アシスタントMC

### DVD
- ソタイ 〜組織犯罪対策部vs反社会勢力〜 1,2（2020年） - 警視庁組織犯罪対策部 遊撃課刑事(元ソタイ二課) 崎山幸恵 役

### 舞台
- ミュージカル 「銀座５丁目のハワイアン」アップルプロ（2008年）
- 「しあわせになろうね」六舎企画（2009年）
- 「かもめ〜愛を紡ぐ人〜」六舎企画（2010年）
- 「浅草版・くるみ割り人形」Project Nyx（2012年）
- 「宇田川心中」新宿梁山泊（2012年）
- 「上海異人娼館〜China Doll〜」Project Nyx（2012年）
- 「ANARCHIST」Anarchy film（2013年）
- 「人は来たりて見よ」スタジオQ（2013年）
- 「ホフマンニ恋シテ」劇団東京倶楽部（2013年）主演
- 「甘い足どり」激嬢ユニットバス（2014年）
- 「注文の多い？！料理店」HyouRe（2014年）
- 「喧嘩のあと」激嬢ユニットバス（2014年）
- ひとり芝居「こしぬけ」（2015年）
- 「認めてどうしても欲しくて」劇団大人の麦茶（2015年）
- 「シュレディンガーの猫たち」激嬢ユニットバス（2015年）
- ミュージカル「サンクユーベリーベリー」演劇女子部（2015年）
- ふたり芝居「融解」（2015年）
- 「緋色の刻印」激嬢ユニットバス（2016年）主演
- 「劇 佐伯康夫」プロデュース公演（2016年）
- 「銀座でばぶりしゃす」激嬢ユニットバス（2017年）
- ミュージカル「土砂降りぶりっこ」激嬢ユニットバス＆ピヨピヨレボリューション（2017年）
- 「2043年の銀婚式」激嬢ユニットバス（2018年）
- 「欲望の街 ノットサティスファイド」劇団東京倶楽部（2019年）
- 「実弾生活デュエル2」実弾生活（2021年）
- 「ジャガーの眼」劇団東京倶楽部（2022年）主演
- 「クレープ・オリベ」実弾生活（2022年）
- 「スイートホーム」制作「山口ちはる」プロデュース（2023年）主演
- 「ゆらりゆられ」（2023年）teamキーチェーン[1]
- 「切れない水」（2024年）白猫屋企画
- 「是々非々」（2024年）teamキーチェーン[2]
- 「木曜日にはココアを」（2025年）OWARI NO HAJIMARI[3]

### web
- coco-de-sica.TV音楽番組「Sound States」Vol.6

### モデル
- 雑誌「スペッキヲ」表紙（2012年）
- 雑誌「h4ufme」特集（2014年）
- 雑誌「ビデオSALON」特集（2014年）

## 脚本・演出
- 激嬢ユニットバス公演「喧嘩のあと」（2014年）脚本・演出
- ひとり芝居「こしぬけ」（2015年）脚本・演出
- 朗読劇「女難のオトコ」（2015年）脚本・演出
- 朗読劇「風がみた夜」（2015年）脚本・演出
- ふたり芝居「融解」（2015年）脚本・演出
- 朗読劇「ユリの花」（2015年）脚本・演出
- 朗読劇「鼻に花びら、耳に雪」（2016年）脚本・演出
- プロデュース公演「劇 佐伯康夫」（2016年）脚本・演出
- 激嬢ユニットバス公演「銀座でばぶりしゃす」（2017年）脚本・演出
- チークパイ公演「あめの声、なつの唄」（2017年）演出
- No Sweet n'sour「IDEA」（2019年）脚本
- ふたり芝居「融解」新版（2019年）脚本
- ISF reading第一弾「鼻に花びら、耳に雪」（2020年）脚本・演出
- KAZAWA☆第11回公演「あなたとしたい」（2020年）脚本
- モノローグ劇「KoiKoi物語」〜アリスの場合〜脚本
- クアックラック朗読劇「ロミオとジュリエット」脚色（2021年）
- 短編映画「劇 佐伯康夫」（2021年）
- 朗読劇「天草独立戦記」脚色（2021年）
- 文芸エロス　脚本・演出

第一夜「唾液」（2021年）
第五夜「バーバー御園」（2021年）
第六夜「革の檻」（2021年）
第九夜「アムリタ」（2021年）
- 10分間のオーディオシアター　脚本・演出

「よだかの星」脚色（2021年）
「宵の片隅」（2021年）
「オプションプラン」（2021年）
「T子の場合」（2021年）
「同じ穴」（2021年）
「ウワテ争い」（2021年）
「新米」（2021年）
「特濃接触」（2021年）
- LANTAN produce「バイバイ、ルーシン」（2021年）
- triumph企画「ポルカドット」（2022年）脚本・演出
- ラピラテ企画「城崎プレリュード」（2022年）脚本・演出
- triumph企画「妄想スポラディック」（2023年）脚本・演出
- ラピラテ企画 再演版「城崎プレリュード」（2023年）脚本
- 白猫屋企画 短篇芝居「運命のふたり」（2024年）脚本・演出
- 白猫屋企画 朗読劇「ロンダリング・ジャーニー」脚本・演出

## 執筆
- Tシャツ小説「T子の場合」（2016年）

## ディスコグラフィー
- オリジナルアルバム「花のよう風のよう」ISORA名義（2008年）
- カバーアルバム「CITY LOVERS」SALLY名義（2008年）TSUTAYAレンタルランキング2位獲得
- カバーアルバム「cute cool」SALLY名義（2009年）